# Grb Turkmenske SSR
Grb Turkmenske SSR je usvojen 2. ožujka 1937. godine, od strane vlade Turkmenske SSR. Grb se temelji na grbu SSSR-a. Prikazuje simbole poljoprivrede (pamuk i pšenica) i teške industrije (naftne bušotine i plinovodi), kao i simbol turkmenskog naroda jomut tepih. U pozadini se nalazi izlazeće sunce, simbol budućnosti turkmenske nacije. Na grbu se nalaze i crvena zvijezda i srp i čekić, simboli komunizma. U sklopu grba se nalazi i moto SSSR-a "Proleteri svih zemalja, ujedinite se!" napisan na turkmenskom i ruskom jeziku.
Grb je bio na snazi do 1992., kada je zamijenjen današnjim grbom Turkmenistana.

## Također pogledajte
- Grb Turkmenistana
- Zastava Turkmenske SSR